# Adorjánháza
Adorjánháza es un pueblo ubicado en el distrito de Devecser, en el condado de Veszprém, Hungría.

## Superficie
Posee una superficie de 11,42 kilómetros cuadrados.

## Demografía
Hasta 2022 la población era de 327 habitantes, con una densidad de población de 28,63 habitantes por kilómetro cuadrado.